# Zadok the Priest
 (novembre 2019).
Si vous disposez d'ouvrages ou d'articles de référence ou si vous connaissez des sites web de qualité traitant du thème abordé ici, merci de compléter l'article en donnant les références utiles à sa vérifiabilité et en les liant à la section « Notes et références ».

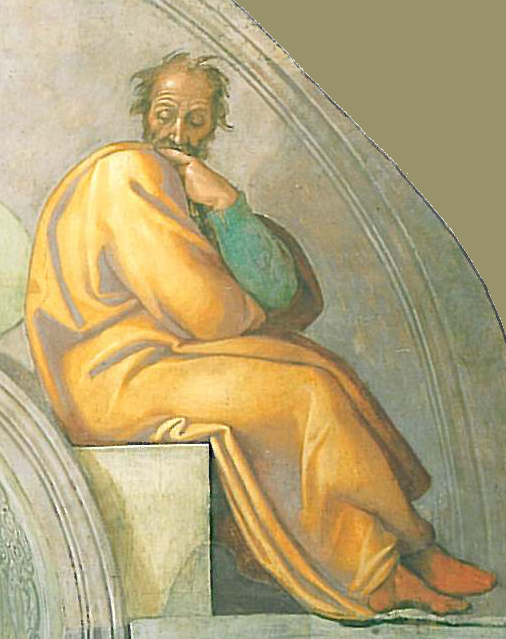
Sadoq par Michel-Ange.

Zadok the Priest est un hymne de couronnement (Coronation Anthem) composé par Georg Friedrich Haendel, à partir d'un récit de l'Ancien Testament de la Bible (Sadoq était le nom du Grand Prêtre du Temple de Salomon).
Il s'agit de l'un des quatre Coronation Anthems composés par Haendel pour le couronnement du roi George II de Grande-Bretagne en 1727. Depuis cette date, il est chanté lors de chaque cérémonie de couronnement britannique, traditionnellement lors de l'onction du souverain.

## Le texte
Bien que faisant partie de la tradition des cérémonies de couronnement britanniques, les textes des quatre hymnes furent choisis par Haendel lui-même — à la grande consternation du clergé présent. Il semblerait que Haendel ait repris des morceaux choisis du compte-rendu d'un couronnement précédent, celui de Jacques II d'Angleterre en 1685. Ainsi, bien que dérivé du récit du sacre de Salomon, le texte biblique n'est pas directement cité, mais paraphrasé, probablement par le compositeur en personne.

### Texte entier
D'après 1 Rois 1, 38–40.
| Zadok the Priest and Nathan the Prophet anointed Solomon King. And all the people rejoic'd, and said: God save the King, long live the King, may the King live for ever! Amen Hallelujah! | Sadoq le prêtre et Nathan le prophète oignirent Salomon pour le faire roi. Et tout le peuple se réjouissait, et disait : Dieu sauve le Roi, longue vie au Roi, que le Roi vive pour l'éternité ! Amen Alléluia ! |

## La structure musicale
Zadok the Priest est écrit pour chœur (SSAATBB) et orchestre (2 hautbois, 2 bassons, 3 trompettes, timbales, 3 violons, alti, continuo). Pendant l'introduction orchestrale, la tension est produite par l'association de croches et de doubles-croches. Lorsque le chœur entame la première phrase, le drame est suggéré grâce au chant du chœur sur des notes plus longues : noires et blanches[réf. nécessaire].
La deuxième phrase And all the people rejoic'd and said est une danse imitatrice sur un rythme 3/4, sur laquelle le chœur chante d'une seule voix et les cordes jouent sur un rythme saccadé. Le final à partir de God save the King est un retour au temps commun (4/4). La section est chantée d'une seule voix, entrecoupée par des Amen sur des longues séries de doubles-croches, reprises par chacune des 6 voix (SAATBB), les autres voix les accompagnant sur des croches[pas clair]. Le chœur se termine, sur l'Alleluia, par une cadence plagale (construite harmoniquement sur le 4e degré de la gamme, amenant résolution sur le 1er degré). Cette toute dernière formule conclusive introduit un ralenti (un Adagio) subit et spectaculaire, tel que Haendel les affectionnait pour clore nombre de ses œuvres.

## Utilisations
- L'hymne de la Ligue des champions de l'UEFA, joué en introduction des retransmissions télévisées de chaque événement, ainsi que lors des cérémonies d'avant match, est inspiré de cette composition.
- Ce morceau est quasi quotidiennement demandé sur les stations de radio de musique classique "populaires" (telles que Classic FM) au Royaume-Uni.
- Mary Donaldson a utilisé ce morceau pour sa montée vers le chœur de la cathédrale de Copenhague lors de son mariage avec le prince Frederik de Danemark, le 14 mai 2004.
- Cette musique est utilisée de manière ironique dans le film tiré de la pièce d'Alan Bennett La Folie du roi George (plage He Will Be Restrained sur la B.O.).
- Utilisé dans les films publicitaires des croisières P&O.
- Utilisé dans le film Mary et Max.
- Utilisé dans le film Johnny English.
- Utilisé dans le film Victoria : Les Jeunes Années d'une reine.
- Utilisé dans le film Choses secrètes de Jean-Claude Brisseau.
- Utilisé dans l'opéra pasticcio The Enchanted Island, créé au Metropolitan Opera le 31 décembre 2011.
- Utilisé dans la série télévisée The Crown, dans l'épisode 5 de la saison 2 (Marionnettes). Bien qu'il s'agisse d'une musique de couronnement, Philippa Lowthorpe, la réalisatrice de l'épisode, en fait un usage ironique, le thème étant employé pour accompagner le changement de coiffure de la reine du Royaume-Uni.